# Distretto di Ziyang
Il distretto di Ziyang (资阳区S, Zīyáng QūP) è un distretto della Cina, situato nella provincia di Hunan e amministrato dalla prefettura di Yiyang.